# 後藤均平
後藤 均平（ごとう きんぺい、1926年5月9日 - 1998年7月3日）は、日本の歴史学者。専門は中国古代史、ベトナム史。出身。

## 経歴
1926年、大分市に生まれる。1952年に東京大学文学部東洋史学科を卒業。
鎌倉学園高等学校非常勤講師を経て、1955年に神言会研究所MONUMENTA SERICA助手、1958年に東京大学文学部助手、1962年に東洋文庫研究員、1965年には新潟大学人文学部助教授となった。1970年に立教大学文学部へ移って、1972年には同教授となった。立教大学史学会会長、文学部史学科長を歴任した後、1992年に立教大学を定年退職、名誉教授となった。

## 著書

### 単著
- 『ベトナム救国抗争史 ベトナム・中国・日本』新人物往来社、1975年
- 『日本のなかのベトナム』そしえて、1979年
- 『日本とアジアの人びと』すくらむ社、1981年
- 『采微堂雑文』草風館、1991年
- 『采薇堂二集』草風館、1998年

### 訳書
- 鄧搏鵬著『越南義烈史 抗仏独立運動の死の記録』刀水書房、1993年